# Seznam rek v Afriki
Seznam rek v Afriki

## Južna Afrika
- Cuanza - Angola
- Ribja reka - Namibija
- Groot - Južna Afrika
- Ihosy - Madagaskar
- Kafue - Zambija
- Kuiseb - Namibija
- Kunene - Angola (kot Cunene), Namibija, Bocvana
- Kwando - Namibija, lokalno znana tudi kot Linyanti in Chobe
- Limpopo - Mozambik, Južna Afrika, Zimbabve, Bocvana
- Luangwa - Zambija
- Niger
- Mania - Madagaskar
- Molop - Bocvana, Južna Afrika
- Okavango - Bocvana, Namibija, Angola (znana kot "Cubango")
- Onilahy - Madagaskar
- Oranje - Južna Afrika, Lesoto, Namibija
- Shangani - Zimbabve
- Svakop - Namibija
- Tugela - Južna Afrika
- Vaal - Južna Afrika
- Zambezi - Angola, Zambija, Namibija, Zimbabve, Mozambik
- ReVive - Zambija, Namibija, Zimbabve

## Srednja Afrika
- Chari - Srednjeafriška republika, Čad, Kamerun
  - Logone - Srednjeafriška republika, Čad, Kamerun
- Kongo - Angola, Demokratična republika Kongo, Republika Kongo
  - Kwango - Srednjeafriška republika, Čad, Kamerun
  - Kasai - Angola, Demokratična republika Kongo, Republika Kongo
  - Lualaba - Demokratična republika Kongo
  - Lomami - Demokratična republika Kongo
  - Ubangi - Demokratična republika Kongo, Republika Kongo, Srednjeafriška republika
  - Lulonga - Demokratična republika Kongo
    - Lopori - Demokratična republika Kongo
    - Maringa - Demokratična republika Kongo

  - Tshuapa - Demokratična republika Kongo
- Uele - Demokratična republika Kongo
- Mbomou - Srednjeafriška republika, Demokratična republika Kongo
- Gabon - Gabon
- Kouilou-Niari - Republika Kongo
- Benito – Ekvatorialna Gvineja
- Ntem - Kamerun, Ekvatorialna Gvineja, Gabon
- Nyanga - Gabon
- Ogooué - Gabon

## Vzhodna Afrika
- Avaš - Etiopija
- Jubba - Somalija
  - Dawa - Etiopija
  - Ganale Dorja - Etiopija
- Kerio - Kenija
- Mara - Kenija, Tanzanija
- Omo - Etiopija
- Rufiji - Tanzanija
- Ruvuma - Tanzanija, Mozambik
- Šebelle - Etiopija, Somalija
- Tana - Kenija
- Viktorijin Nil - Uganda
- Albertov Nil - Uganda
- Kanal Kazinga - Uganda
- Kagera - Ruanda, Tanzanija, Uganda
- Tekezé - Etiopija
- Sobat - Etiopija
- Abaj - Etiopija

## Zahodna Afrika
- Bakoy - Gvineja, Mali
- Bafing - Gvineja, Mali
- Cavally - Liberija, Slonokoščena obala
- Gambija - Gambija, Senegal
- Niger - Nigerija, Benin, Niger, Mali, Gvineja
- Couffo - Benin
- Oueme - Benin
- Saint Paul - Liberija
- Sanaga - Kamerun
- Sankarani- Mali
- Senegal - Senegal, Mavretanija, Mali
- Volta - Gana, Burkina Faso
- Benue - Nigerija
- Osun - Nigerija
- Ogun - Nigerija
- Oba - Nigerija
- Ose - Nigerija
- Oteghelli - Nigerija
- Ethiope- Nigerija

## Severna Afrika
- Nil - Egipt, Sudan, Etiopija
  - Atbarah - Sudan, Etiopija
  - Modri Nil - Sudan, Etiopija
  - Didessa - Etiopija
  - Gorski Nil - Sudan
  - Bahr el Zeraf – Južni Sudan
  - Beli Nil - Sudan, Južni Sudan, Ruanda, Tanzanija, Uganda

- Bou Regreg - Maroko
- Draa - Alžirija, Maroko
- Moulouya - Maroko
- Oum Er-Rbia - Maroko
- Sebou - Maroko